# Western States Endurance Run
A Western States Endurance Run, ismertebb nevén a Western States 100-as egy száz mérföldes (161 km) terepfutó verseny az USA Kalifornia államában, a Sierra Nevada hegységben. A verseny, melyet minden év júniusának utolsó hétvégéjén rendeznek, a legnevesebb terepfutó ultraverseny az Egyesült Államokban és az egyik legjelentősebb terep ultra a világon.
A verseny a Squaw-völgyi síparadicsomból indul és Auburn városában ér véget. A futóknak összesen 5500 méternyi emelkedővel és 7000 méternyi lejtővel kell megküzdeniük.
A versenyzőknek 30 órájuk van a 100 mérföld lefutására. Minden futó, aki 24 órán belül teljesíti a versenyt, egy ezüst övcsatot nyer, míg a 24  és 30 óra között teljesítők bronz övcsatot kapnak.

## A verseny története
Az első Western States futás Gordy Ainsleigh nevéhez fűződik. Ainsleigh 1971-ben és 1972-ben már teljesítette a távot egy lovasverseny keretében, de az 1974-es verseny előtt a lova lesántult. Ainsleigh nem akarta kihagyni a versenyt, ezért úgy döntött, hogy futva teljesíti a 100 mérföldet. A 27 éves Ainsleigh kísérletét társai abszolút őrültségnek tartották; azonban nemcsak hogy sikerült teljesítenie a távot, hanem a lovas verseny 24 órás szintidején belül, 23:47 alatt ért célba.
Két évvel később Ken „Cowman” Shrink lett a második futó, akinek sikerült teljesíteni a távot.
Az első hivatalos Western States 100-asra 1977-ben került sor 14 indulóval, akik együtt indultak a hagyományos lovas versennyel. Tizenegy versenyző még a verseny első felében feladta a küzdelmet, és csupán egyetlennek, Andy Gonzalesnek sikerült a lovaknak meghatározott szintidőn belül célbaérnie. A másik két futó, Peter Mattei és Ralph Paffenbarger 28:36 perc alatt ért végig. Az ő futásuk révén született meg a 30 órás szintidő.
1978-ban már 63 futó indult a Western States 100-ason és a verseny ettől az évtől kezdve önálló eseményként, a lovasversenytől elkülönítve került megrendezésre.
A verseny életének egyik legnagyobb törése 1984-ben következett be, amikor a pálya egy négy mérföldes szakaszát természetvédelmi területté nyilvánították. A változás különös veszélyt jelentett a verseny számára, mert a szabályozás betiltott mindenfajta versenyt vagy rendezvényt a területen. A verseny azonban nem szűnt meg, és a rendezők 1988-ig lobbiztak a szövetségi törvényhozásnál, míg sikert értek el. Egy külön rendelet „örökkévalóságig” érvényes engedélyt adott a Western States 100-asnak és a Trevis Cup lovasversenynek.
De a siker mai szemmel csak félsikernek fogható fel. Az engedély az 1984-es létszámban, vagyis 369 főben korlátozta az indulók számát. Azonban a verseny népszerűségének gyors növekedése azt eredményezte, hogy az indulók számát évről évre jelentősen korlátozni kell. A 2007-es versenyre összesen 1055 futó jelentkezett és a helyek zömét a rendezők sorsolással osztják ki.
Mivel az erdészet a 369-es főt egy  ötéves  mozgó átlagnak tekinti és mert a kisorsoltak egy  része végül nem indul el a versenyen, a szervezők évente átlagosan 425 fő nevezését fogadják el.
2006-ban 439 futó nevezését fogadták el, és 399 el is indult. Ezt a 30 fős túllépést a következő években kell kompenzálni. Ez azt eredményezte, hogy a 2007-es versenyre csupán 412 indulót hívtak meg, s közülük 390-et sorsolással választottak ki. A 412 kiválasztott futó között 39 külföldi, zömében ausztrál van.
2008-ban, a verseny története során először, a versenyt el kellett halasztani mert a kaliforniai erdőtüzek miatt a versenyzők fizikai biztonságát a rendezők nem tudták garantálni.
A jelenlegi pálya 100,2 mérföld hosszú, miután az évek során több módosításon, hosszabbításon esett át. 1980-ban a rendezők rövidnek találták az útvonalat, és egy mérés után 4,5 mérföldet hozzáadtak. 1985-ben újból lemérték, és kiderült, hogy még mindig rövid, és hozzáadtak további 6,5 mérföldet.

## A verseny legendás futói
A verseny talán legnagyobb legendája a Spartathlon-győztes Scott Jurek, aki 1999 és 2005 között egymás után hétszer nyerte a Western States 100-ast, és 15:36:27-tel tartja a pályacsúcsot. Jurek 2006-ban azt nyilatkozta, hogy már nincs miért visszamennie a Western States-re, mert mindent elért, amit ember elérhetett. Ebben az évben inkább a Badwater-ultramaratonra és a Spartathlonra koncentrált, és mindkét versenyt meg is nyerte.
A nők között Ann Trason 1989 és 2003 között összesen 14-szer nyerte a versenyt, és a 10 győzelemből álló sorozatát csak 1999-ben tudta egy vetélytársa megtörni. Trason 1994 óta, 17:37:51-gyel tartja a pályacsúcsot.
Gordy Ainsleigh eddig huszonegyszer teljesítette a versenyt.

## Külső hivatkozások
- A Western States 100-as hivatalos honlapja
- A pályacsúcstartó Scott Jurek honlapja
- A Western States 100-as története